# 瓦德加奥恩
瓦德加奥恩（Vadgaon），是印度马哈拉施特拉邦浦那县的一个城镇。总人口11359（2001年）。

## 人口
该地2001年总人口11359人，其中男性5947人，女性5412人；0—6岁人口1469人，其中男806人，女663人；识字率75.10%，其中男性为80.34%，女性为69.35%。